# Coniopteryx diptera
Coniopteryx diptera is een insect uit de familie van de dwerggaasvliegen (Coniopterygidae), die tot de orde netvleugeligen (Neuroptera) behoort. 
De wetenschappelijke naam Coniopteryx diptera is voor het eerst geldig gepubliceerd door Meinander in 1971.